# Saul (Händel)
Saul (HWV 53) és un oratori compost per Georg Friedrich Händel a partir d'un llibret de Charles Jennens. El va compondre entre juliol i setembre de 1738, i es va estrenar el 16 de gener de 1739 al King's Theatre de Londres.
Inspirat en el «Primer llibre de Samuel», aquest oratori narra el darrers anys de la vida de Saül, primer rei d'Israel i l'ascensió del seu successor, el rei David. L'obra se centra essencialment en el dilema de Saül que reconeix les qualitats de David i, alhora, sent gelosia. En comparació amb altres obres de Händel, la dimensió teatral a Saul és més essencial. Aquest tema ja havia sigut tractat per altres compositors com, per exemple, Roger Boyle l'any 1703 a The Tragedy of King Saul

## Personatges
- Saül, rei d'Israel (baix);

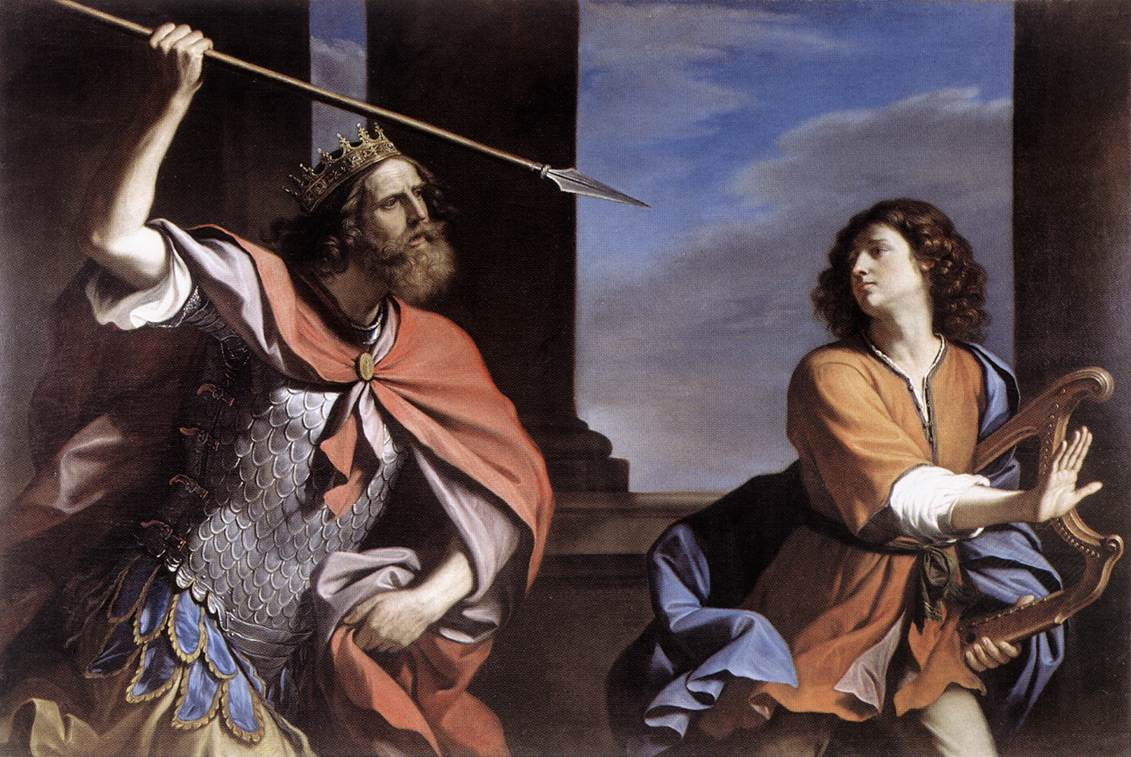
Pintura de Guercino mostrant Saül que tempta de matar David (tema de la fi del segon acte)

- Merab, filla gran de Saül (soprano);
- Michal, filla més jove de Saül, (soprano);
- Jonathan, fills de Saül i amic de David, (tenor);
- David, successor de Saül, (contralt);
- Samuel, profeta, (baix);
- El Gran Sacerdot (tenor);
- La Bruixa de Endor (tenor);
- Abner, general de l'exèrcit d'Israel, (tenor);
- Un amalecita (tenor);
- Doeg, un edomita, (baix);
- El cor del poble d'Israel (contralts, baixos, sopranos, tenors)

## Argument
L'acció succeeix a Palestina al voltant de l'any 1010 abans de la nostra era.

### Acte I
El començament de l'obra (escena I) se situa en un camp israelita de la vall d'Elah on se celebra la victòria sobre Goliat i els filisteus. El poble lloa la glòria de Déu i del rei (How excel·lent Thy Name O Lord). El relat del combat és introduït per les dones que exalcen el coratge de David (An Infant, raid's by Thy command) contra un monstre ateu molt orgullós (Along the Monster Atheist strode). L'escena acaba amb la recuperació del tema inicial seguit d'un Al·leluia.
Saül proposa a David que es casi amb la seva filla gran, Mérab; però aquesta el menysprea. Jonathan li ofereix la seva amistat i Michal s'enamora d'ell. Les noies i el poble celebren els mèrits de David cada vegada amb més èmfasi (Saul, who hast thy thousands slain […] David his ten thousand slew) Saül acaba per sentir-se gelós de David i demana al seu fill Jonathan que el mati.

### Acte II
Jonathan recorda al seu pare els mèrits de David. Saül es deixa convèncer i li proposa llavors que es casi amb Michal. Saül envia David al combat esperant que mori però aquest torna vencedor; Saül intenta llavors de matar David amb una llança. Saül acaba per acusar el seu propi fill Jonathan de traïció i li tira la llança. El poble expressa la seva reprovació pels fets (O fatal consequence of rage).

### Acte III
En les tres primeres escenes, Saül consulta a la bruixa d'Endor que el posa en contacte amb el profeta Samuel. Aquest li prediu una propera derrota contra els filisteus, la seva mort i la del seu fill. Efectivament, en l'escena 4, un amalecita informa David de la mort de Saül i de Jonathan i de la derrota de l'exèrcit israelià al mont Guilboa. Aquesta escena s'acaba amb una marxa fúnebre (dead march) molt famosa.
A l'escena següent, el poble expressa la seva tristesa, el seu dolor (Mourn Israel) davant la visió d'un munt de cadàvers de joves guerrers. Finalment celebren que David és el nou rei amb un cant final marcial i triomfant (Gird on Thy Sword).

## Estructura
Aquesta és l'estructura de les parts de l'oratori:
| Acte I 1. Overture An Epinicion or Song of Triumph, for the victory over Goliath and the Philistines. 2a. Chorus of Israelites "How excellent thy name, O Lord" 3. Air (soprano) "An infant rais'd by Thy command" 4. Trio "Along the monster atheist strode" 5. Chorus of Israelites "The youth inspir'd by Thee, O Lord" 2b.Chorus of Israelites "How excellent Thy name, O Lord" End of the Epinicion 6. Recitative (Michal) "He comes, he comes!" 7. Air (Michal)"O godlike youth" 8. Recitative (Abner, Saul, David) "Behold, O King" 9. Air (David) "O King, your favours with delight" 10. Recitative (Jonathan) "Oh,early piety!" 11. Air (Merab) "What abject thoughts a prince can have!" 12. Recitative (Merab) "Yet think on whom this honour you bestow" 13. Air (Jonathan) "Birth and fortune I despise!" 14. Recitative (High Priest) "Go on, illustrious pair!" 15. Air (High Priest) "While yet thy tide of blood runs high" 16. Recitative (Saul,Merab) "Thou, Merab, first in birth" 17. Air (Merab) "My soul rejects the thought with scorn" 18. Air (Michal "See, with what a scornful air" 19. Air (Michal) "Ah, lovely youth" 20. Symphony 21. Recitative (Michal) "Already see the daughters of the land" 22. Chorus of Israelites "Welcome, welcome, mighty king!" 23. Accompagnato (Saul) "What do I hear? Am I then sunk so low" 24. Chorus of Israelites "David his ten thousands slew" 25. Accompagnato (Saul) "To him ten thousands, and to me but thousands!" 26. Air (Saul) "With rage I shall burst his praises to hear!" 27. Recitative (Jonathan,Michal) "Imprudent women!" 28. Air (Michal) "Fell rage and black despair possess'd" 29. Recitative (High Priest) "This but the smallest part of harmony" 30. Accompagnato (High Priest) "By Thee this universal frame" 31. Recitative (Abner) "Racked with infernal pains" 32. Air (David) "O Lord, whose mercies numberless" 33. Symphony 34. Recitative (Jonathan) "'Tis all in vain" 35. Air (Saul) "A serpent, in my bosom warm'd" 36. Recitative (Saul) "Has he escap'd my rage?" 37. Air (Merab) "Capricious man, in humour lost" 38. Accompagnato (Jonathan) "O filial piety!" 39. Air (Jonathan) "No, cruel father, no!" 40. Air (High Priest) "O Lord, whose providence" 41. Chorus "Preserve him for the glory of Thy name" | Acte II 42. Chorus "Envy, eldest born of hell" 43. Recitative (Jonathan,David) "Ah, dearest friend" 44. Air (Jonathan) "But sooner Jordan's stream, I swear" 45. Recitative (David,Jonathan) "Oh, strange vicissitude" 46. Air (David) "Such haughty beauties" 47. Recitative (Jonathan) "My father comes" 48. Recitative (Saul) "Hast thou obey'd my orders" 49. Air (Jonathan) "Sin not, O King" 50. Air (Saul) "As great Jehovah lives, I swear" 51. Air (Jonathan) "From cities stormed, and battles won" 52. Recitative (Jonathan, Saul) "Appear, my friend" 53. Air (David) "Your words, O King" 54. Recitative (Saul) "Yes, he shall wed my daughter!" 55. Recitative (Michal) "A father's will has authorized my love" 56. Duet (Michal and David) "O fairest of ten thousand fair" 57. Chorus "Is there a man, who all his ways" 58. Symphony 59. Recitative (David) "Thy father is as cruel" 60. Duet (David and Michal) "At persecution I can laugh" 61. Recitative (Michal,Doeg) "Whom dost thou seek" 62. Air (Michal) "No, no, let the guilty tremble" 63. Recitative (Merab) "Mean as he was, he is my brother now" 64. Air (Merab) "Author of peace" 65. Symphony 66. Accompagnato (Saul) "The time at length is come" 67. Recitative (Saul, Jonathan) "Where is the son of Jesse?" 68. Chorus "Oh, fatal consequence of rage" | Acte III 69. Accompagnato (Saul) "Wretch that I am" 70. Accompagnato (Saul) "'Tis said, here lives a woman" 71. Recitative (The witch of Endor, Saul) "With me what would'st thou?" 72. Air (Witch) "Infernal spirits" 73. Accompagnato (The Ghost of Samuel,Saul) "Why hast thou forc'd me from the realms of peace" 74. Symphony 75. Recitative (David, an Amalekite) "Whence comest thou?" 76. Air (David) "Impious wretch, of race accurst!" 77. Symphony: Dead march Elegy on the death of Saul and Jonathan 78. Chorus "Mourn, Israel, mourn" 79. Air (High Priest) "Oh, let it not in Gath be heard" 80. Air (Merab) "From this unhappy day" 81. Air (David) "Brave Jonathan his bow never drew" 82. Chorus of Israelites "Eagles were not so swift as they" 83. Air (Michal) "In sweetest harmony they lived" 84. Solo and Chorus (David and Israelites) "O fatal day! How low the mighty lie!" End of the Elegy 85. Recitative (High Priest) "Ye men of Judah, weep no more!" 86. Chorus of Israelites "Gird on thy sword, thou man of might" |

## Enregistraments
| Year | Repartiment: | Director, orquestra i cor                                                               | Segell                            |
| ---- | --- | --------------------------------------------------------------------------------------- | --------------------------------- |
| 1973 | Donald McIntyre, Margaret Price, Sheila Armstrong, Ryland Davies, James Bowman, Stafford Dean John Winfield                  | Charles Mackerras, English Chamber Orchestra, Leeds Festival Chorus                     | CD:Archiv 0289 447 6962 3 ADD AX3 |
| 1981 | Thomas Allen, Sally Burgess, Margaret Marshall, Robert Tear, Paul Esswood, Matthew Best, Martyn Hill                         | Philip Ledger, English Chamber Orchestra, King's College Choir, Cambridge               | CD:Virgin 7243 5 62118 2 7        |
| 1985 | Dietrich Fischer-Dieskau, Julia Varady, Elizabeth Gale, Anthony Rolfe-Johnson, Paul Esswood Matthias Hölle, Helmut Wildhaber | Nikolaus Harnoncourt, Concentus Musicus Wien, Konzertvereinigung Wiener Staatsopernchor | CD:Das Alte Werk 2564 686983      |
| 1989 | Alistair Miles, Donna Brown, Lynne Dawson, John Mark Ainsley, Derek Lee Ragin, Richard Savage, Phillip Salmon                | John Eliot Gardiner, English Baroque Soloists, Monteverdi Choir                         | CD:Phillips 000942802             |
| 1997 | Gregory Reinhart, Simone Kermes, Vasilijka Jezovsek, John Elwes, Matthias Koch, Michail Schelomjanskis, Johannes Kalpers     | Peter Neumann, Collegium Cartusianum, Kölner Kammerchor                                 | CD:MDG 332 0801-2                 |
| 2004 | Neal Davies, Nancy Argenta, Susan Gritton, Mark Padmore, Andreas Scholl, Paul Agnew, Angus Smith                             | Paul McCreesh, Gabrieli Players, Gabrieli Consort                                       | Archiv 0289 474 5102              |
| 2012 | Christopher Purves, Elizabeth Atherton, Joélle Harvey, Robert Murray, Sarah Connolly, Stuart Young, Jeremy Budd              | Harry Christophers, The Sixteen The Sixteen Chorus                                      | CD:Coro COR16103                  |